# Waldemar Śmigasiewicz
Waldemar Śmigasiewicz, né le 19 septembre 1953 à Varsovie, est un metteur en scène de théâtre et réalisateur de cinéma polonais. Il enseigne à l'Académie de théâtre de Varsovie où il occupe un poste de professeur titulaire à partir de 2014.

## Biographie
Waldemar Śmigasiewicz est diplômé de l'École nationale de cinéma de Łódź (PWSFTviT) et enseignant à l'Académie de théâtre de Varsovie (PWST).
En 1987, il reçoit le Grand Prix au Festival des écoles de théâtre d'Europe (d) (FETE) à Lyon pour sa mise en scène de Ferdydurke d'après Witold Gombrowicz, pour laquelle il reçoit également le Masque d'or (Złota Maska) à Łódź (présenté au Teatr Powszechny w Łodzi (pl), et le prix principal au Festival du film de Milwaukee aux USA pour l'adaptation de Tango (en) de Mrożek.
Il est particulièrement connu pour ses adaptations et mises en scène de pièces de théâtre pour la télévision.
Il travaille comme metteur en scène notamment au Théâtre Ateneum Stefan-Jaracz de Varsovie de 1997 à 1998 et au Théâtre dramatique de Białystok (en) de 1999 à 2001.
Il est marié à Alicja Śmigasiewicz et a un fils, né en 1983, Piotr Śmigasiewicz, scénariste, réalisateur et acteur.

## Filmographie
réalisations pour le théâtre télévisé
- 1995 : Gelsomino w Kraju Kłamczuchów adaptation de Gelsomino nel paese dei bugiardi de Gianni Rodari (traduit en français sous le titre Benjamin au pays des menteurs)
- 1995 : Madame Molière et Mademoiselle Molière, d'après La Petite Molière de Jean Anouilh
- 1994 : Chmura na sznurku (Un nuage en laisse)
- 1994 : Szatańska gra (Un jeu satanique) sur un scénario de Philip Broadley (1922-2008)
- 1992 : Spadek na życzenie (Un héritage sur demande), d'après le roman éponyme d'Andrzej Grembowicz (pl)
- 1991 : Śmierć (La Mort) d'après Woody Allen
- 1990 : Lazik le tumultueux (en polonais : Burzliwe życie Lejzorka Rojtszwańca) d'Ilya Ehrenbourg
- 1989 : Diaboliada d'après la nouvelle Endiablade ou Comment des jumeaux causèrent la mort d'un chef de bureau de Mikhaïl Boulgakov
- 1988 : Emeryt (Le Retraité) d'après la nouvelle éponyme de Bruno Schulz
- 1981 : Ad mundi finem à partir de poèmes dédiés à l'Insurrection de Novembre 1830

réalisation de longs métrages
- 1989 : Piotr Chwila (épisode du cycle Kawalerki) sur un scénario de Katarzyna Ciążyńska

en tant qu'acteur
- 1976 : Mgła (La Brume), de Sylwester Szyszko (1929–2015) d'après le roman éponyme de Jerzy Grzymkowski (pl)
- 1984 : Synteza (pl) de Maciej Wojtyszko d'après son roman éponyme
- 1979 : série W słońcu i w deszczu (pl) (Au soleil et sous la pluie) de Sylwester Szyszko (3e épisode W szachu)